# Dalbergia densiflora
Dalbergia densiflora är en ärtväxtart som först beskrevs av George Bentham, och fick sitt nu gällande namn av George Bentham. Dalbergia densiflora ingår i släktet Dalbergia, och familjen ärtväxter. Inga underarter finns listade i Catalogue of Life.